# Герб Зарічненського району
Герб Зарі́чненського райо́ну — офіційний символ Зарічненського району Рівненської області, затверджений Зарічненською районною радою 30 травня 2011 року рішенням №78. Розробка герба  — А. Гречило.

## Опис
Гербовий щит має форму чотирикутника з півколом в основі. У щиті герба золоте вістря у перев’яз зліва, на якому зелений листок латаття зі срібною лілією, у верхньому синьому полі летять вліво (геральдично, тобто — вправо від глядача) три срібні качки, нижнє поле — зелене.
Щит покладено на вохристий декоративний бароковий картуш і увінчано золотою територіальною короною.

## Значення символів
Латаття та качки відображають природні особливості краю. Синій колір означає річки та озера Зарічненщини, зелений символізує багаті лісові ресурси та Поліський регіон, а жовтий (золотий на гербі) підкреслює сільськогосподарську специфіку району.